# Taťana Fischerová
Taťana Fischerová (Prága, 1947. június 6. – Černošice, 2019. december 25.) cseh színésznő, politikus, polgári aktivista, cseh parlamenti képviselő (2002–2006). 2013-ban indult a cseh elnökválasztáson.

## Életútja
Apja Jan Fischer (Fišer, 1921–2011) színházi rendező volt, akit előbb a theresienstadti, majd az auschwitzi koncentrációs táborba zártak a második világháború alatt.
2002-ben parlamenti képviselő lett független jelöltként, a Szabadság Unió-DEU (Demokratikus Unió) listájáról. 2006-ig volt cseh parlamenti képviselő. A 2013-as cseh elnökválasztáson egyike volt a három női jelöltnek a Zöld Párt támogatásával. A választás első fordulójában 3.23%, 166 211 szavazatot kapott és a hetedik lett, amivel nem jutott be a második fordulóba.

## Filmjei
Mozifilmek
- Darázsfészek (Kohout plaší smrt) (1962)
- Bűntény a leányiskolában (Zločin v dívčí škole) (1968)
- Bloudění (1966)
- Szálloda idegeneknek (Hotel pro cizince) (1967)
- Ohlédnutí (1969)
- Dve veci pro zivot (1973)
- ...és újra a szerelem (Den pro mou lásku) (1977)
- Svedek umírajícího casu (1983)
- Remegő félelem (Zachvev strachu) (1984)
- Prodlouzený cas (1984)
- Lev s bílou hrívou (1987)
- O zatoulané princezne (1987)
- Divoka srdce (1989)
- Skriváncí ticho (1990)
- Byli jsme to my? (1991)
- Hanele (1999)
- Kruh (2001)
- Durch diese Nacht sehe ich keinen einzigen Stern (2005)
- Drona (2008)

Tv-filmek
- Uloupený princ (1971)
- Zkouska na operu (1972)
- Bláznova smrt (1973)
- Spící princ (1985)
- Robotóza (1986)
- A teszt eredménye (Výsledek testu) (1986)
- Arachné (1992)
- Modrý den (1994)
- Operace Silver A (2007)

Tv-sorozatok
- Konec velkých prázdnin (1996, hat epizódban)
- Stopy zivota (2014, egy epizódban)